# عفيف صافية
عفيف إميل حنا صافية (ولد في4 مايو 1950 في القدس) دبلوماسي فلسطيني شغل منصب سفير منظمة التحرير الفلسطينية في هولندا (1987-1990)، والمملكة المتحدة (1990-2005)، والفاتيكان (1995-2005) والولايات المتحدة الأمريكية (2005-2008) وروسيا (2008-2009)، وهو اليوم عضو في المجلس الثوري لحركة فتح.

## ولادته ودراسته
وُلد في القدس عام 1950. ونال درجته الجامعية الأولى في العلوم السياسية والعلاقات الدولية من جامعة لوفان الكاثوليكية في بلجيكا عام 1972. وأتمّ دراساته العليا في العلوم السياسية في المؤسسة الوطنية للعلوم السياسية في باريس.

## عمله ومناصبه
وشغل منصب رئيس القسم البلجيكي من الاتحاد العام للطلاب الفلسطينيين من عام 1969 إلى عام 1971، ثم رئيس الفرع الفرنسي خلال المدة 1974-1975. وبين عامي 1976 و 1978، شغل منصب نائب مدير بعثة منظمة التحرير الفلسطينية في المقر الأوروبي للأمم المتحدة بجنيف. وبين عامي 1978 و 1981، عمل في مكتب الرئيس ياسر عرفات في بيروت، فكان مسؤولاً عن الشؤون الأوروبية وشؤون مؤسسات هيئة الأمم المتحدة، ثم عمل بعد ذلك باحثاً في مركز الدراسات الأوروبية في جامعة لوفان الكاثوليكية (1981-1985)؛ وباحثاً زائراً بمركز الشؤون الدولية التابع لجامعة هارفارد (1985-1987).
تولى في الأعوام 1987 إلى 1990 منصب ممثل منظمة التحرير الفلسطينية في هولندا، حيث شارك في مفاوضات استوكهولم في عام 1988 والتي أدت إلى الحوار الرسمي والمباشر بين الجانبين الأمريكي والفلسطيني.
وعُين في أيلول/سبتمبر 1990 مفوضاً عاماً لمنظمة التحرير في المملكة المتحدة، ورعى هناك عام 1992 القاء بين أحمد قريع (أبي العلاء) وبين الدكتورين الإسرائيليين يائير هيرشفيلد ورون فونداك، وهو اللقاء الأول بين ممثلين عن منظمة التحرير إسرائيليين في المفاوضات التي قادت إلى اتفاقية أوسلو.
اخنير في كانون الثاني/يناير 1995 لعضوية المجلس الدولي لأمناء جامعة بيت لحم، وهي الجامعة التي يرعاها الفاتيكان في فلسطين، وعُين مفوضاً عاماً لدى الكرسي الرسولي، حيث قدَّم وثائق اعتماده إلى البابا يوحنا بولس الثاني بتاريخ 6 تشرين الثاني/نوفمبر 1995.
وفي تشرين الأول/أكتوبر 2005، عُين رئيساً لبعثة منظمة التحرير الفلسطينية في واشنطن، ثم شغل في الأعوام 2008 إلى 2009، منصب السفير الفلسطيني لدى الاتحاد الروسي إلى أن عزله الرئيس محمود عباس إثر خطاب له أثناء الحرب الإسرائيلية على غزة 2009 طالب فيه بدعم المقاومة الفلسطينية، ما اعتبره عباس تأييدا لسلطة حماس. كما شغل مناصب أخرى، منها سفير متجول معنيّ بالمهمات الخاصة.
في عام 2009 انتخبه مؤتمرحركة فتح السادس الذي عقد في بيت لحم إلى عضوية المجلس الثوري، وانتخب مجددا إلى عضوية المجلس الثوري في المؤتمر السابع الذي عقد في 4 كانون أول/ ديسمبر 2016.

## من مؤلفاته
- تقرير المصير، مجمة عة مقالات، بالاشتراك مع زوجته كريستل ديكليرك، عام 1986
- Out of Jerusalem: Christian Voices from the Holy Land، منشورات المفوضية العامة الفلسطينية في المملكة المتحدة، عام 1997، ASIN B003ZKYEC2
- The End Of Pre-History، منشورات المفوضية العامة الفلسطينية في المملكة المتحدة، عام 2003، ASIN B0014CID4S
- The Peace Process: From Breakthrough to Breakdown، دار Saqi Books، عام 2011، ISBN 0863564224